# Ubelluri
Ubelluri ist in der hurritischen Mythologie der Weltriese, der Erde und Himmel trägt. Er wird im Lied des Ullikummi genannt, wonach er vom Gott Ea besucht wurde. Dieser erzählte ihm vom Steinungetüm Ullikummi, das die Götter bedrohe. Ubelluri entgegnete Ea, dass er damals, als die Welt auf ihm erbaut wurde, nichts gespürt habe, auch als Erde und Himmel mit einer kupfernen Sichel auseinandergeschnitten wurden, habe er nichts gespürt. Nun aber schmerze ihn die rechte Schulter ein wenig. 
Als Ea einen Blick auf Ubelluris Schulter warf, sah er dort das Steinungetüm stehen. Ea verlangte darauf von den „Altvorderen Gottheiten“ die kupferne Sichel und mit dieser wurde Ullikummi von der Schulter Ubelluris abgeschnitten und unschädlich gemacht.
Eine Ähnlichkeit mit dem griechischen Atlas ist unverkennbar.